# Kharehchū
Kharehchū (persiska: خَرِهجو, خره چو, Kharehjū) är en ort i Iran.   Den ligger i provinsen Västazarbaijan, i den nordvästra delen av landet, 500 km väster om huvudstaden Teheran. Kharehchū ligger 1 662 meter över havet och antalet invånare är 150.
Terrängen runt Kharehchū är lite kuperad. Runt Kharehchū är det ganska tätbefolkat, med 60 invånare per kvadratkilometer. Närmaste större samhälle är Mahabad, 19,0 km norr om Kharehchū. Trakten runt Kharehchū består i huvudsak av gräsmarker.